# Esteban Jordán

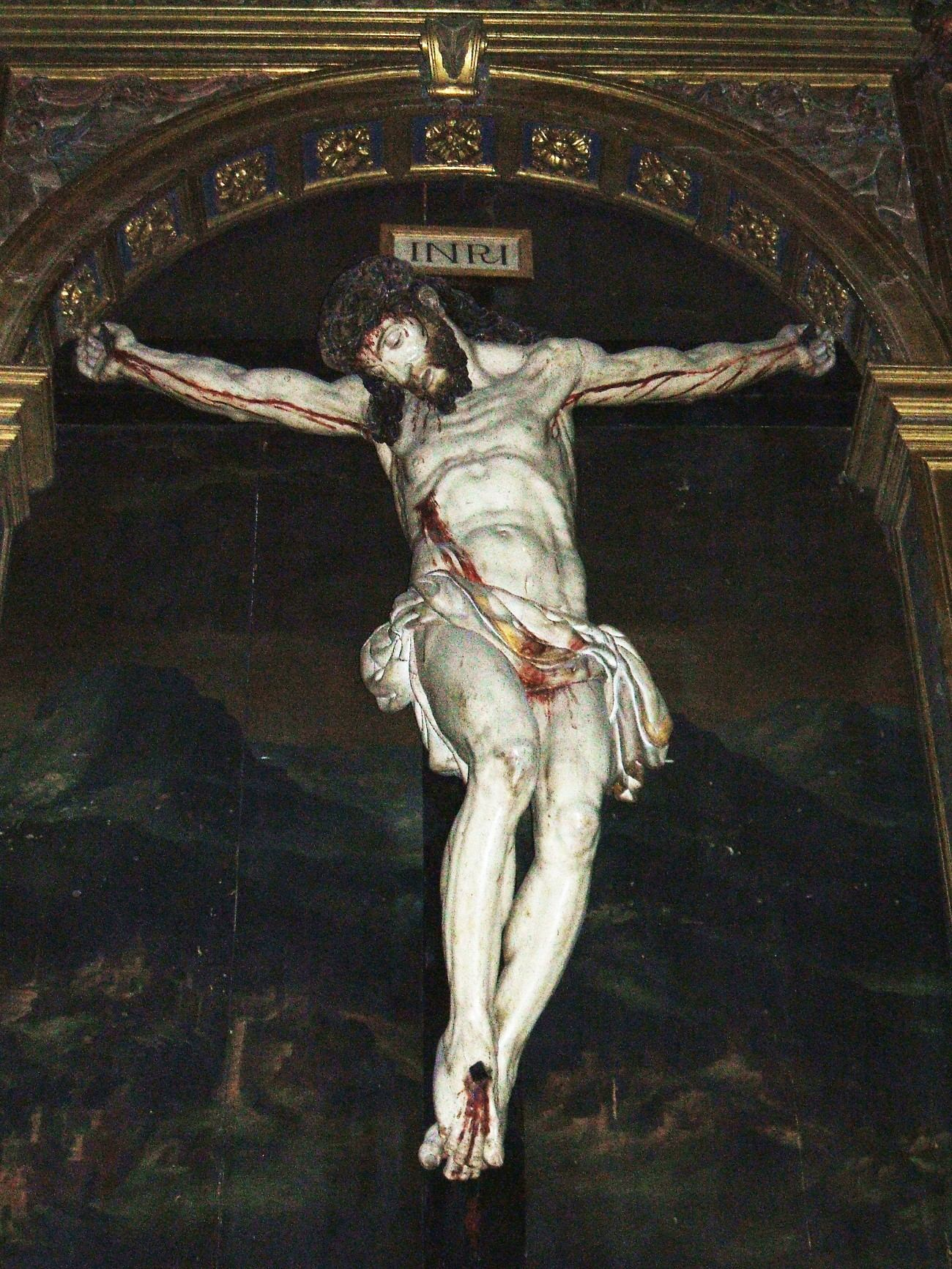
Crucificat d'Esteban Jordán, al Santuari Nacional de la Gran Promesa, Valladolid

Esteban Jordán (?, c., 1530 - Valladolid, 1598) és un l'escultor molt important del focus val·lisoletà a l'últim terç del segle xvi. Va treballar primerament a Lleó, però després es va establir definitivament a Valladolid.
Va estar casat amb Felicia González Berruguete, neboda de l'escultor Alonso Berruguete. La seva segona dona, María Becerra, es creu que era familiar de l'escultor Gaspar Becerra. Se sospita que va treballar al retaule Major de la catedral d'Astorga, amb Gaspar Becerra. El seu art representa l'aquietat manierisme, que correspon al període post-tridentí. La primera intervenció documentada de Jordán és al retaule major de l'església de Santa Eulalia de Paredes de Nava (1556). Allà treballa amb el seu cunyat Inocencio Berruguete, a qui correspon només l'Asunció. Al Retaule del Calvari, de l'església del Monestir de Santa María Magdalena de Medina del Campo, contractat el 1571, s'observen trets de l'escultor Juan de Juni, que no són estranys a l'art de Jordán. El seu estil apareix ja reeixit al retaule major de l'església de la Magdalena de Valladolid (1571), cuya traça arquitectònica és del més pur classicisme. Les parelles d'apòstols del cos inferior estan inspirades en l'obra Escola d'Atenes de Raffaello Sanzio. Per a la mateixa església va concertar el sepulcre de Pedro de la Gasca, que va ser virrei del Perú i bisbe.
D'aquesta mateixa època serà el retaule del Crist, del Santuari Nacional de la Gran Promesa. La imatge de Crist s'identifica amb l'ideal dels seguidors de Miquel Àngel, pel perfecte estudi de l'anatomia. El 1577 té l'encàrrec de fer els relleus i estàtues del rerecor de la catedral de Lleó. D'un sol cos és el retaule major de l'església de Sancti Spiritus, de Valladolid. Al costat del Calvari es troba de genolls la figura del comitent, Juan de Ortega.
El 1573 havia subministrat Becerra la traça del retaule major de l'església de Sta. María, a Medina de Rioseco, encarregant-se Juni de l'execució. Però en morir aquest l'església va trucar a Becerra perquè l'esculpís. A aquest correspon tot menys les escultures de Sant Pere i Sant Pau (fetes per Juni) i el Calvari. La pintura va ser realitzada per Pedro de Oña, amb només dos cossos, assoleix fins a les voltes. La manera escurialense s'imposava. Però malgrat això hi ha una recrudescència de la tasca ornamental. Les motllures són de fort ressalt. L'estatuària, i singularment l'Asunció, mostren immediata dependència dels models d'Astorga. Així mateix els relleus de forma ovalada de l'àtic pregonen la seva descendència del retaule de les Descalces Reials de Madrid, fet per Becerra. El 1590 es va començar el retaule major de l'església de Santa María, d'Alaejos (Valladolid), que és rèplica del de Medina de Rioseco, però superant la seva qualitat. S'adverteix un creixent canvi cap a el barroc, sobretot apreciable al pronunciat dels relleus, que són gairebé escenes exemptes. La pintura va ser feta el 1604 per Francisco Martínez.
Els últims deu anys de la vida de Jordán van ser de gran activitat. La seva fama va transcendir de manera que Felip II de Castella, li va escollir per realitzar el retaule major del monestir de Montserrat. La traça va ser donada per Francisco de Mora. Aquesta màquina colossal va resultar destruïda durant la invasió francesa. El tipus de retaule era similar al del Monestir de l'Escorial. Són també seus el retaule major de l'església de la Victòria, el de l'Anunciació de l'església de Sancti Spiritus, el de l'Anunciació de l'església de Sant Ildefons i el de l'Adoració dels Pastors, de l'església de les Salesas, tots a Valladolid. Han d'agregar-se diversos sepulcres, de tipus orante i exempt: el del bisbe Álvaro de Mendoza, al convent de Sant Josep d'Àvila; el de Juan d'Ortega, a Sancti Spiritus, de Valladolid; el de l'arquebisbe Alonso Velázquez, a la parroquial de Tudela de Duero i el del bisbe Juan de San Millán, a l'església de Santa Marina de LLeó.